# 伍茲縣 (奧克拉荷馬州)
伍茲县（英語：Woods County）是美國奧克拉荷馬州西北部的一個縣，北鄰堪薩斯州。面積3,341平方公里。根據美國2000年人口普查，共有人口9,089人。縣治阿爾瓦 (Alva)。
成立於1893年，原名M縣，1894年11月6日改為現名。縣名紀念堪薩斯州參議員 Samuel N. Wood。